# Jonas Rickaert
Jonas Rickaert (* 7. Februar 1994 in Sint-Eloois-Vijve) ist ein belgischer Radsportler.

## Sportliche Laufbahn

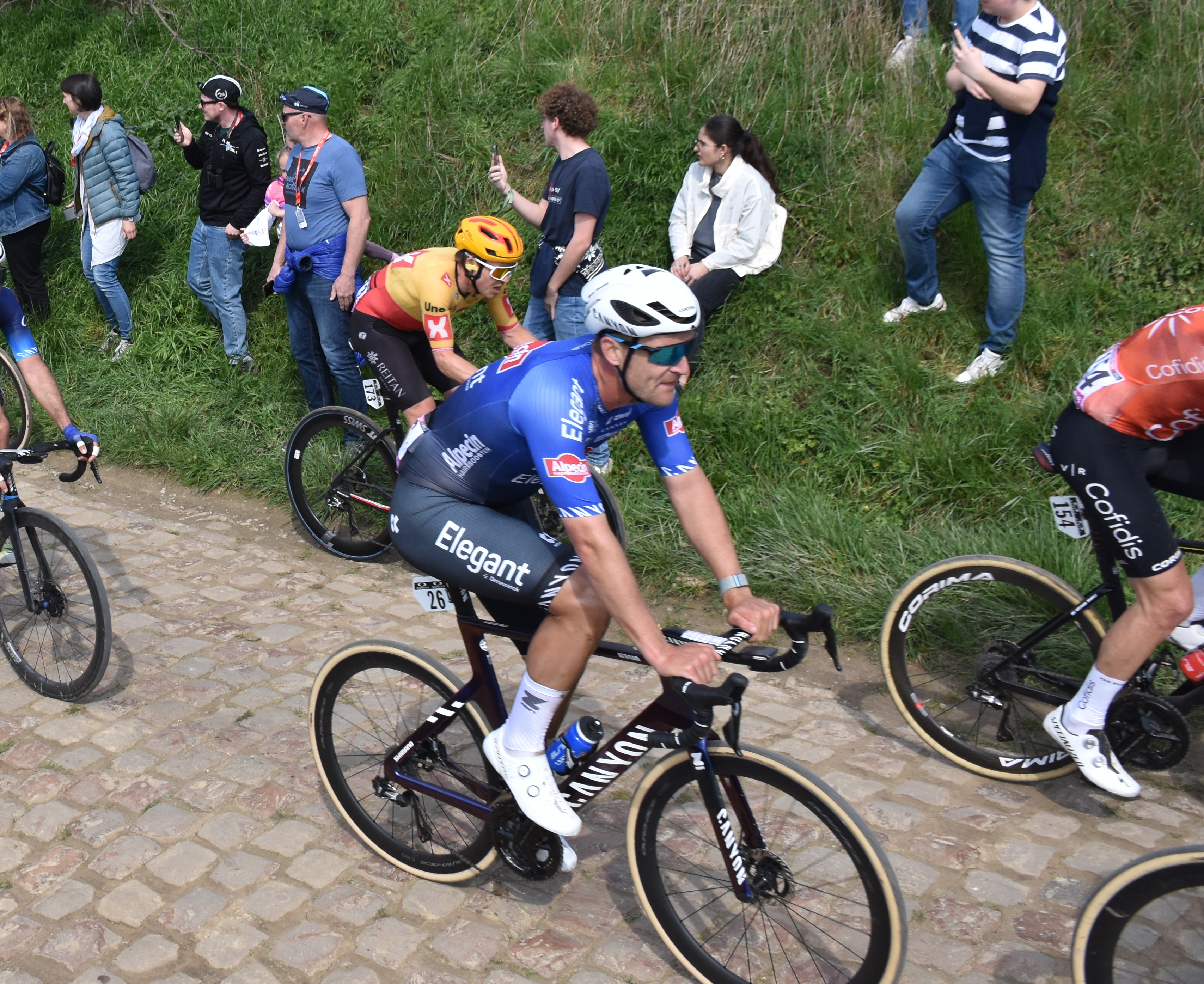
Jonas Rickaert (Paris–Roubaix 2023)

2010 wurde Jonas Rickaert zweifacher belgischer Jugend-Meister; im Jahr darauf errang er gemeinsam mit Otto Vergaerde bei den Junioren-Europameisterschaften die Bronzemedaille im Zweier-Mannschaftsfahren. 2012 wurden Rickaert und Vergaerde Vize-Weltmeister der Junioren in derselben Disziplin. Ebenfalls 2012 wurde Rickaert Vize-Europameister der Junioren im Omnium und wurde zudem vierfacher belgischer Junioren-Meister in verschiedenen Disziplinen auf der Bahn.
Beim zweiten Lauf des Bahnrad-Weltcups 2016/17 in Apeldoorn belegte der belgische Vierer, bestehend aus Rickaert, Moreno De Pauw, Kenny De Ketele, Robbe Ghys und Gerben Thijssen, Rang zwei. 2017 gewann er den Grote Prijs Marcel Kint und 2020 Dwars door het Hageland. Im Juni 2022 musste er sich an der linken Beckenarterie operieren lassen und Ende des Jahres erneut. 2023 gewann er den Grote Prijs Briek Schotte.

## Erfolge

### Bahn
2010
- Belgischer Jugend-Meister – Teamsprint (mit Niels Vanderaerden und Killian Michiels), Mannschaftsverfolgung (mit Michael Cools, Miel Pyfferoen und Niels Vanderaerden)

2011
- Junioren-Europameisterschaft – Zweier-Mannschaftsfahren (mit Otto Vergaerde)

2012
- Junioren-Weltmeisterschaft – Zweier-Mannschaftsfahren (mit Otto Vergaerde)
- Junioren-Europameisterschaft – Omnium
- Belgischer Junioren-Meister – Einerverfolgung, 1000-Meter-Zeitfahren, Zweier-Mannschaftsfahren (mit Otto Vergaerde), Teamsprint (mit Laurent Wernimont und Michael Goolaerts), Mannschaftsverfolgung (mit Laurent Wernimont, Michael Goolaerts und Aimé De Gendt)

2013
- Belgischer Meister – Mannschaftsverfolgung (mit Otto Vergaerde, Tiesj Benoot und Aimé De Gendt)

2014
- Belgischer Meister – Einerverfolgung

### Straße
2017
- Grote Prijs Marcel Kint

2020
- Dwars door het Hageland

2023
- Grote Prijs Briek Schotte

## Grand Tours
| Grand Tour            | 2021 | 2022 | 2023 | 2024 | 2025 |
| --------------------- | ---- | ---- | ---- | ---- | ---- |
| Giro d’ItaliaGiro     | –    | –    | –    | –    | –    |
| Tour de FranceTour    | 95   | –    | 113  | DNF  | 98   |
| Vuelta a EspañaVuelta | –    | –    | –    | –    |      |